# Leszek Jerzy Jasiński
Leszek Jerzy Jasiński (ur. 1952 w Lęborku) – polski ekonomista, prof. zw. dr hab., profesor Politechniki Warszawskiej od 2005 roku. W latach 2005–2013 dyrektor Instytutu Nauk Ekonomicznych PAN. Współpracownik Centrum Europejskiego w Natolinie. Prowadzi badania w zakresie ekonomii międzynarodowej, integracji europejskiej, finansów, podstaw ekonomii i analizy regionalnej. W 2011 roku laureat konkursu „Książka historyczna roku” o nagrodę im. Oskara Haleckiego za Bliżej centrum czy na peryferiach? Polskie kontakty gospodarcze z zagranicą w XX wieku.
Absolwent XXXIII LO im. M. Kopernika w Warszawie oraz Szkoły Głównej Planowania i Statystyki.

## Wybrane prace naukowe
- Perspektywy integracji. Polska a Unia Europejska (1998)
- Polska polityka kursowa w okresie umacniania się systemu rynkowego 1990-1998 (1999)
- Integracja regionalna w warunkach globalizacji gospodarki światowej (2000)
- Spójność ekonomiczna regionów Polski na tle krajów Unii Europejskiej (2005)
- Podstawy funkcjonowania gospodarki światowej (2007)
- Myślenie perspektywiczne. Uwarunkowania badania przyszłości typu foresight (2007)
- Podstawy makroekonomii (2008)
- Podstawy mikroekonomii i finansów (2009)
- Bliżej centrum czy na peryferiach? Polskie kontakty gospodarcze z zagranicą w XX wieku (2011)
- Sektory przemysłu i wiedzy (2011)
- Ekonomia i etyka (2012)
- Spójność ekonomiczna i społeczna regionów państw Unii Europejskiej (2012)
- Podstawy ekonomii (2013)
- Korzyści handlowe dla wszystkich. Uogólnienie i reinterpretacja teorii korzyści komparatywnych. Trade benefits everyone. Generalisation and reinterpretation of the theory of comparative advantage (2014)
- Miejsce techniki w rozwoju gospodarki (2015)
- Surowcochłonność gospodarki a zmiany w technice (2016)
- Współczesny krajobraz ekonomiczny (2016)
- Analiza i interpretacja badań ekonomicznych (2017)
- System finansowy (2017)
- Potencjał i rozwój. Organizacja społeczeństwa i technika a stan gospodarki (2018)
- Nobliści z ekonomii 1969-2019. Poglądy laureatów w zarysie (2019)
- Struktura gospodarki. Systemy ekonomiczne i ich sektory (2019)
- Michał Kalecki odczytany po pół wieku (2019)
- Ekonomia Karola Marksa: błędy, niedokładności, prawdy (2020)
- Finanse współczesne. Wybrane problemy (2021)
- Nierówności ekonomiczne. Przyczyny i przezwyciężanie (2022)

## Utwory beletrystyczne
- Kraina ekonomicznej szczęśliwości (w: Opowiadania zebrane. Księga z okazji Jubileuszu 70. urodzin Profesora Andrzeja Sopoćko, red. Renata Karkowska, Katarzyna Niewińska, Warszawa 2018)
- Szatan z siódmej klasy znowu wkracza do akcji (powieść, 2019)